# Sindi (Stamm)

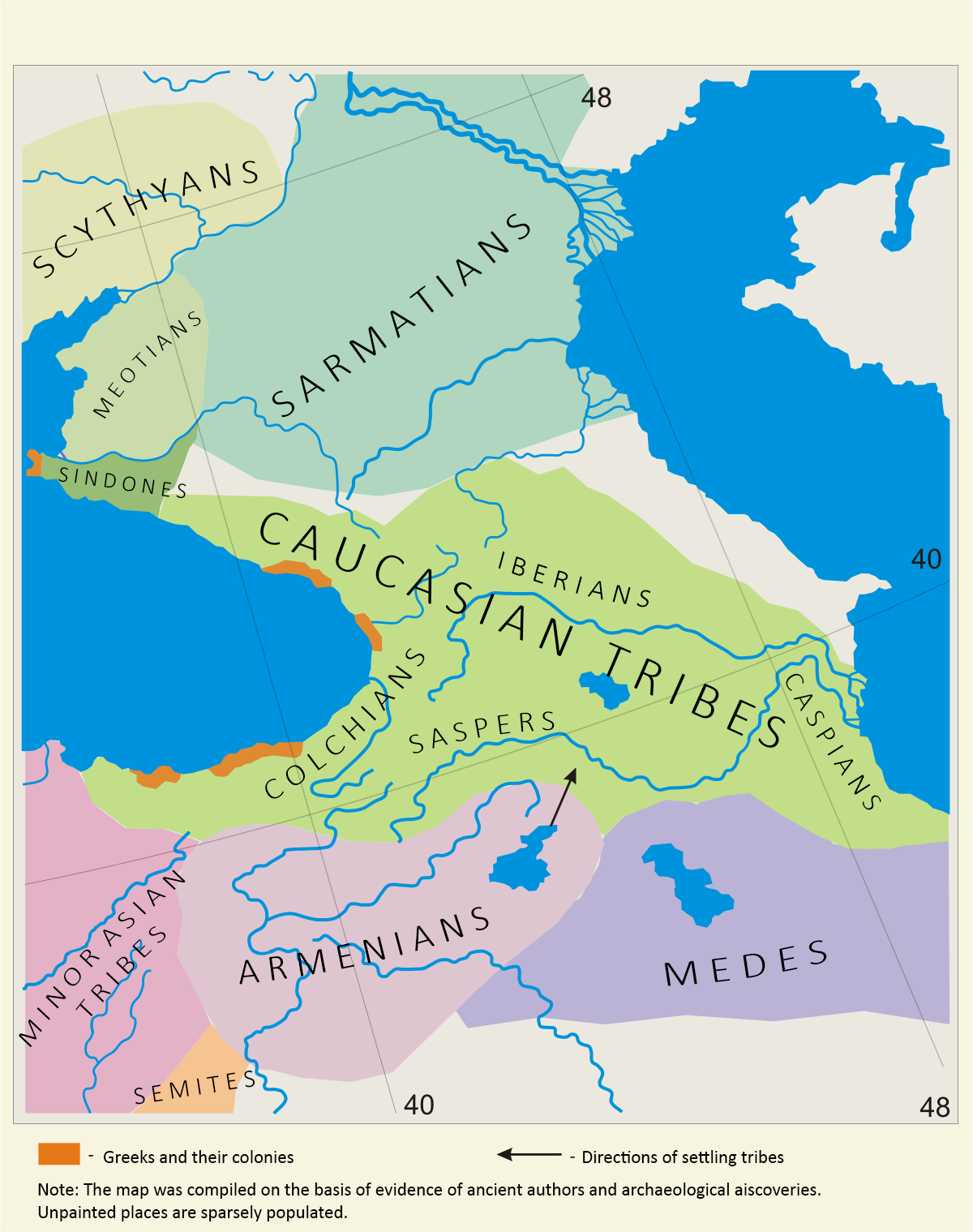
Die Sindi (dunkelgrün) und übrige Maioten (nördlicher) im 5.–4. Jahrhundert v. Chr.

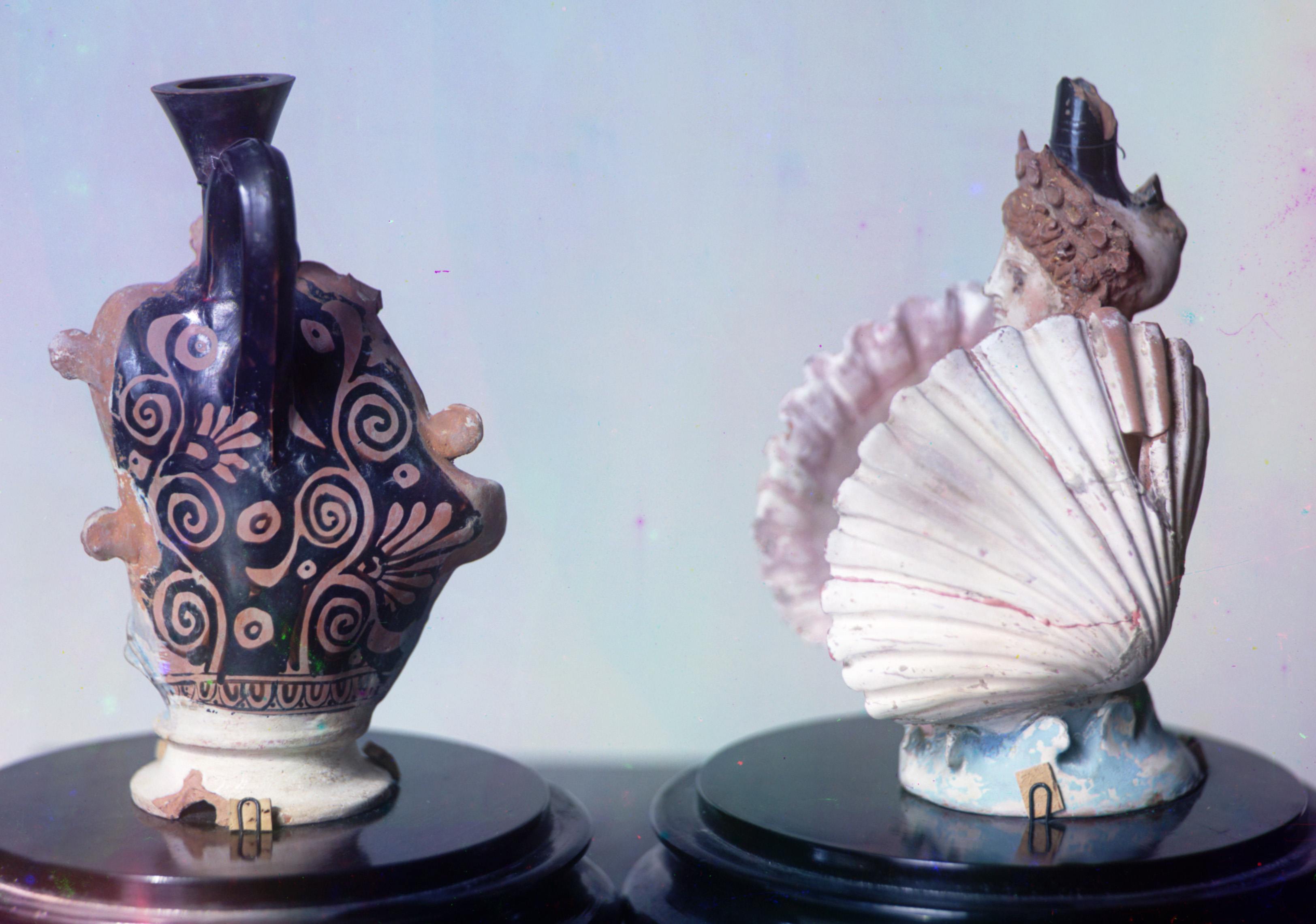
Terrakotta-Vasen aus einem sindischen Kurgan bei Phanagoria in der Eremitage St. Petersburg, bezeichnet als etruskischer Import. Bild des Farbfoto-Pioniers Sergei Prokudin-Gorskii.

Die Sindi, auch Sindoi, Sindones oder Sindianoi, waren ein historischer Stamm, der im Gebiet der Taman-Halbinsel als sesshafte Bevölkerungsgruppe lebte. Sie wurden vom 5. Jahrhundert v. Chr. (Herodot) bis zum 7. Jahrhundert n. Chr. (Stephanos von Byzanz) in antiken Quellen besonders oft beschrieben. Dabei lebten sie durchgängig im Gebiet der Taman-Halbinsel, die in antiken Quellen als Land Sindika bezeichnet wird, dessen Hauptstadt meist Gorgipp(i)a, das heutige Anapa war. Nach Strabon und einigen anderen Autoren waren sie einer der Stämme der antiken Maioten. Vermutlich durch ihre westlichste Lage waren sie griechischen Autoren am bekanntesten. Aus ihrer Nachbarschaft zu griechischen Kolonialstädten des Schwarzmeergebietes resultierte auch eine archäologisch feststellbare Beeinflussung durch die griechische Kultur in ihrer Kunst. Politisch waren sie lange Zeit dem griechisch dominierten Bosporanischen Reich verbunden oder ihm zugehörig. Nach der Antike wurden sie wahrscheinlich durch die Expansion der kaukasischen Zichi und Kerketen assimiliert und verschwanden aus der Geschichte.

## Hypothesen der ethnischen Zuordnung

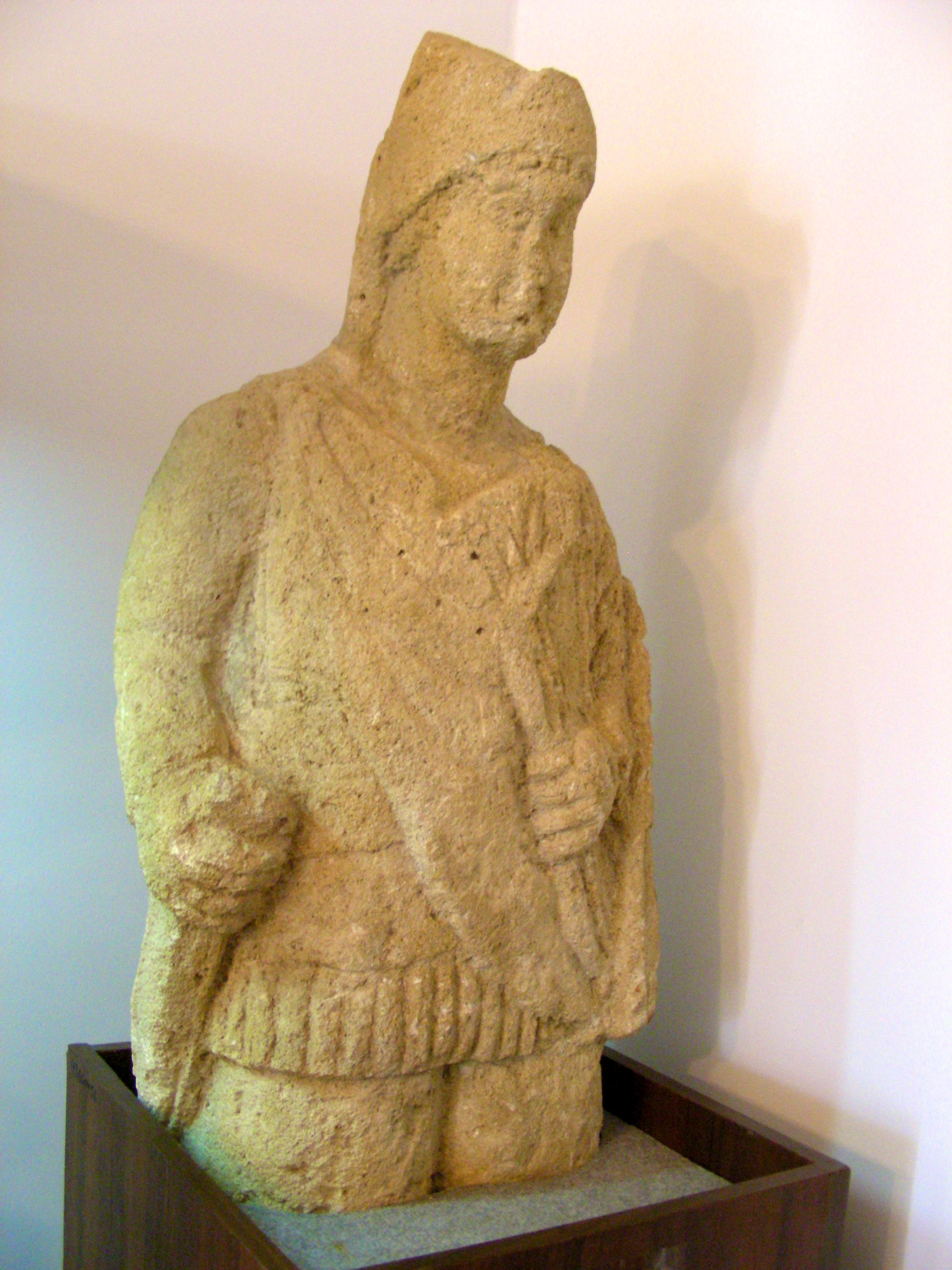
Statue eines Kriegers der Sindi

Die Sprache der Sindi ist nicht erhalten, antike Autoren, darunter Strabon bezeichnen sie als einen der Maiotenstämme, die ihrerseits oft als sesshafter skythischer oder sarmatischer Stammesverband bezeichnet werden. Archäologische Ähnlichkeiten scheinen das zu bestätigen, weshalb einige Autoren altiranische Sprachen vermuten, andere Autoren vermuten einen Mix altiranischer und kimmerischer Stammesgruppen. Eine ältere Hypothese, nach der die Sindi vielleicht eine indoarische Gruppe gewesen sein könnten, wird heute wissenschaftlich nicht mehr vertreten. Aufgrund vieler jüngerer Untersuchungen hat sich in sowjetisch-russischer Forschung das Bild durchgesetzt, dass die Maioten wohl autochthone nordwestkaukasische Stämme waren. Ob das auch für die Sindi gilt, ist schwer zu bestimmen. Zur genaueren Erklärung siehe Sprache, Herkunft und Archäologie der Maioten.

## Kunst
Seit dem 19. Jahrhundert wurden auf der Taman-Halbinsel mehrere Kurgane ausgegraben, die der sindischen Stammesaristokratie zugeordnet werden. Die Fundstücke zeigen eine Verbindung des skythischen Tierstils, der aber auch im westlichen Kaukasus Einflüsse hinterließ, mit griechischen Einflüssen, griechischer Importware und eigenen Elementen.